# 1950er
Portal Geschichte | Portal Biografien | Aktuelle Ereignisse | Jahreskalender | Tagesartikel

◄ |
19. Jh. |
20. Jahrhundert
| 21. Jh.

◄ |
1920er |
1930er |
1940er |
1950er
| 1960er | 1970er | 1980er | ►

1950 |
1951 |
1952 |
1953 |
1954 |
1955 |
1956 |
1957 |
1958 |
1959
Die 1950er dauerten von 1950 bis 1959.

## Ereignisse

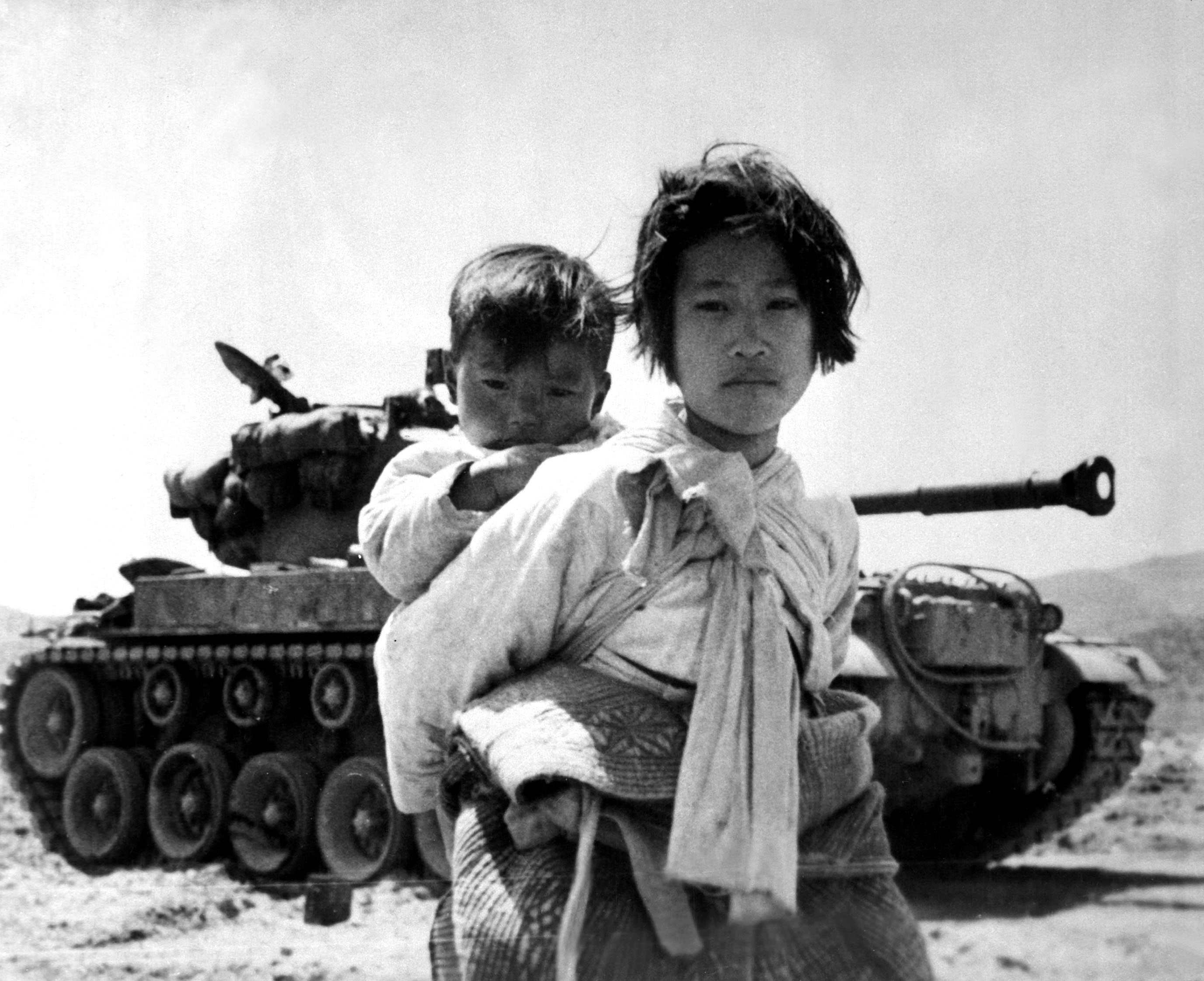
Koreakrieg

- Wiederaufbau nach dem Zweiten Weltkrieg, Nachkriegszeit in Deutschland, Nachkriegszeit in Großbritannien, Besetztes Nachkriegsösterreich.
- Wiederbewaffnung der Bundesrepublik Deutschland, Friedens- und Frauenbewegung gegen Wieder- und Atombewaffnung, 58er.
- Beginn der Europäischen Einigung (Römische Verträge 1957).
- Wirtschaftswunder in Westdeutschland, Österreich, Italien, Frankreich und Japan.
- Ankunft erster Gastarbeiter in Deutschland und anderen europäischen Ländern.
- Erste Hochphase des Kalten Krieges mit folgenden Krisen und Stellvertreterkriegen:
  - Koreakrieg
  - Dauerkrisenherd Naher Osten
  - Indochinakrieg
  - Entstalinisierung
  - Ungarischer Volksaufstand
- Beginn der Dekolonisation
  - Sueskrise
  - Kubanische Revolution
- Sputnikschock
- Besetzung Tibets durch chinesische Truppen.

Entnazifizierung
- 1950 sind „mehr als 90 Prozent aller Richter und Staatsanwälte in Bayern ehemalige Nationalsozialisten. Im Bonner Außenministerium gehörte jeder Dritte zu Hitlers Partei, das Bundeskriminalamt wird von früheren SS-Offizieren aufgebaut.“
- 1959 wird eine Synagoge mit Hakenkreuzen und antisemitischen Parolen beschmiert. Weitere judenfeindliche Straftaten folgen.
- Etliche ehemalige Täter des Naziregimes haben hohe Ämter inne: SS-General Heinz Reinefarth wird Bürgermeister von Sylt, NS-Staatsanwalt Hubert Schrübbers wird Präsident des Bundesamts für Verfassungsschutz, Gauleiter Gustav Adolf Scheel lässt sich bis 1977 als Arzt nieder; drei von vielen.
- Der ehemalige Wehrmachtsoffizier Otto Ernst Remer bezeichnet die Attentäter des 20. Juli 1944 als Vaterlandsverräter und wird von Fritz Bauer verklagt. Der berühmte Satz „Ein Unrechtsstaat, der täglich Zehntausende Morde begeht, berechtigt jedermann zur Notwehr“ des Juristen folgt.
- 48 Prozent der Bürger sehen 1955 Hitler, hätte er keinen Krieg geführt, als einen der größten deutschen Staatsmänner.[1]

## Kulturgeschichte

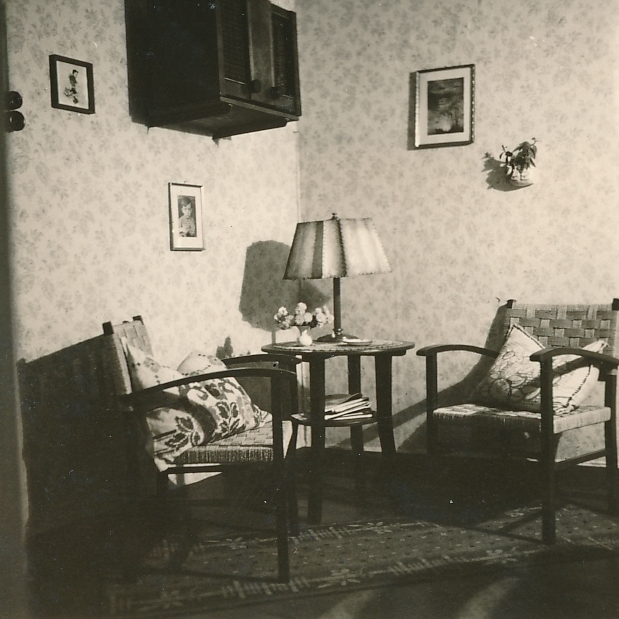
Sitzecke um 1950

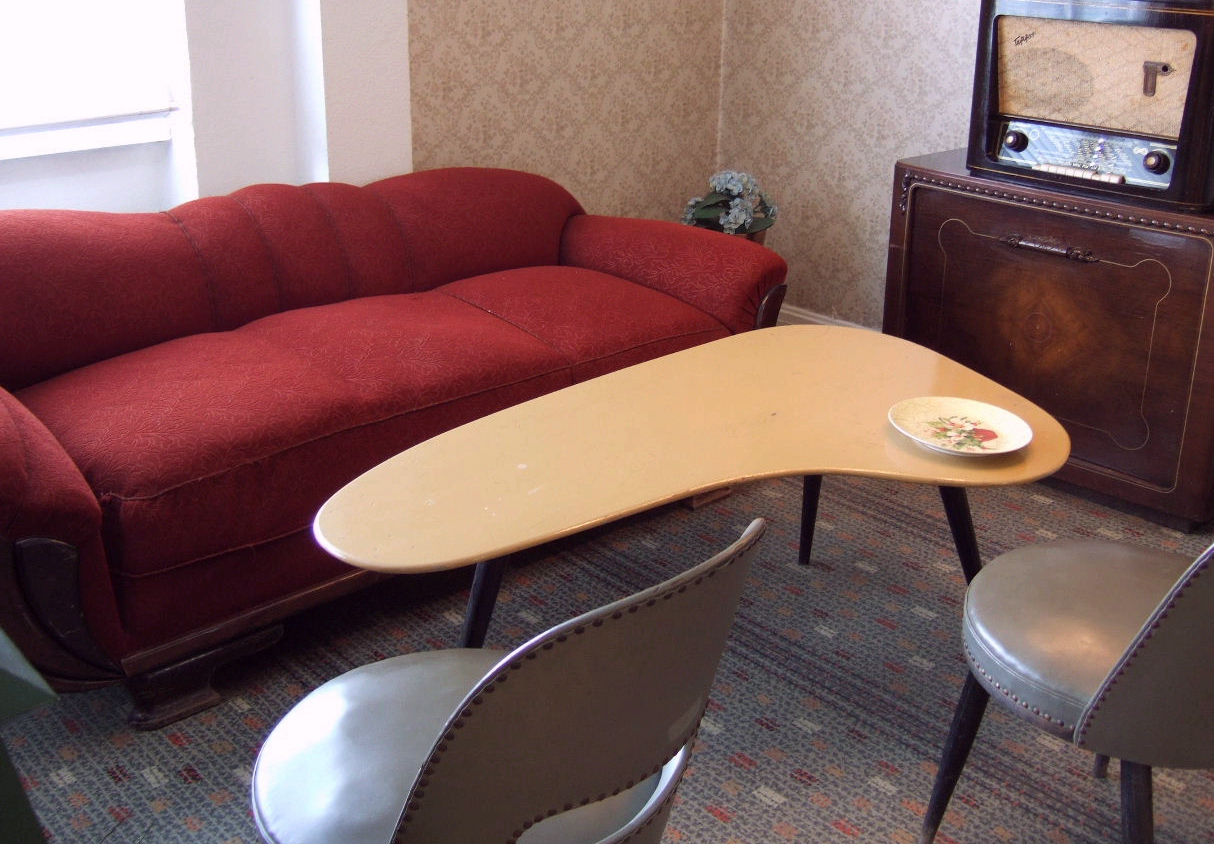
Typische Wohnzimmereinrichtung mit Nierentisch

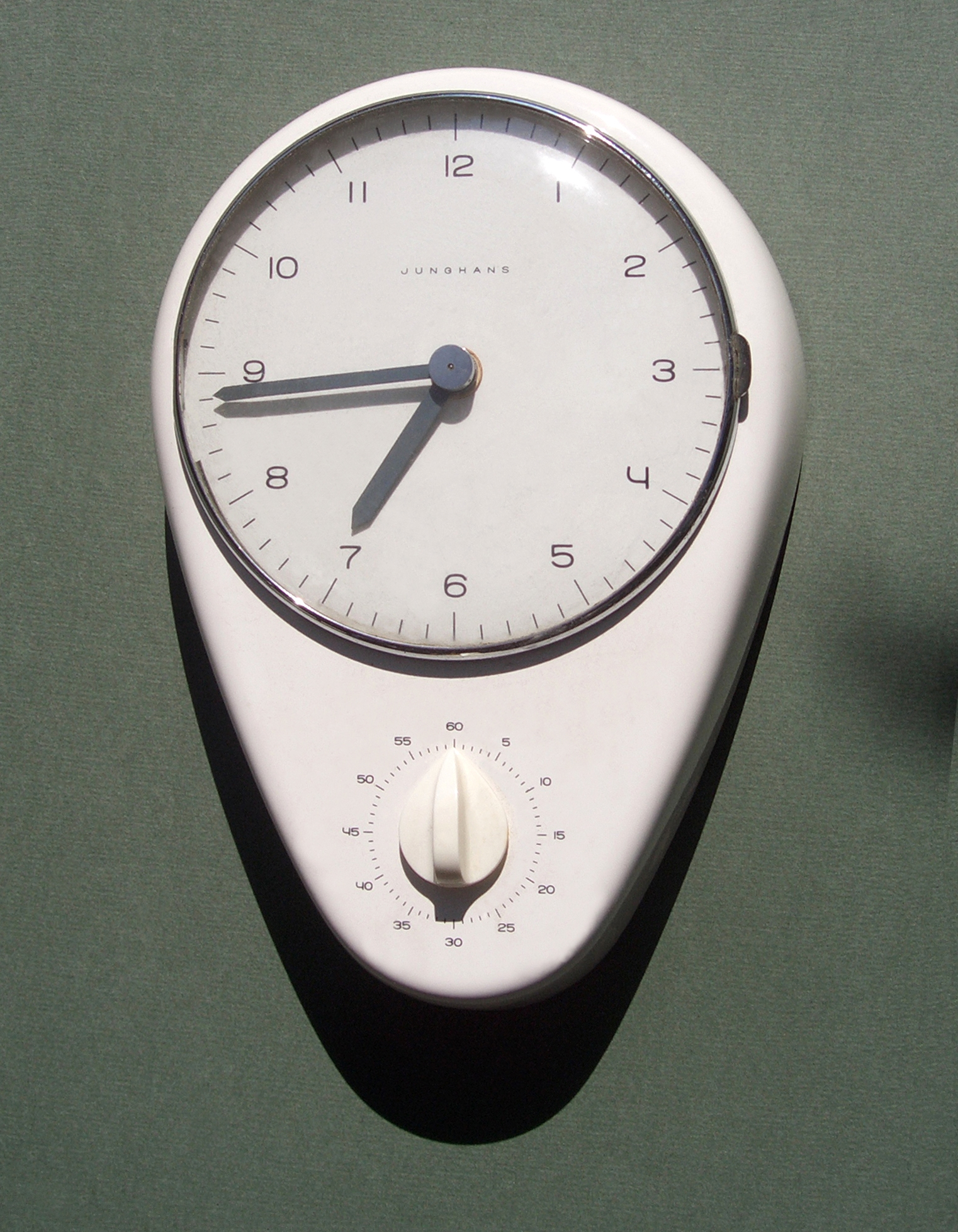
Küchenuhr entworfen von Max Bill für Junghans

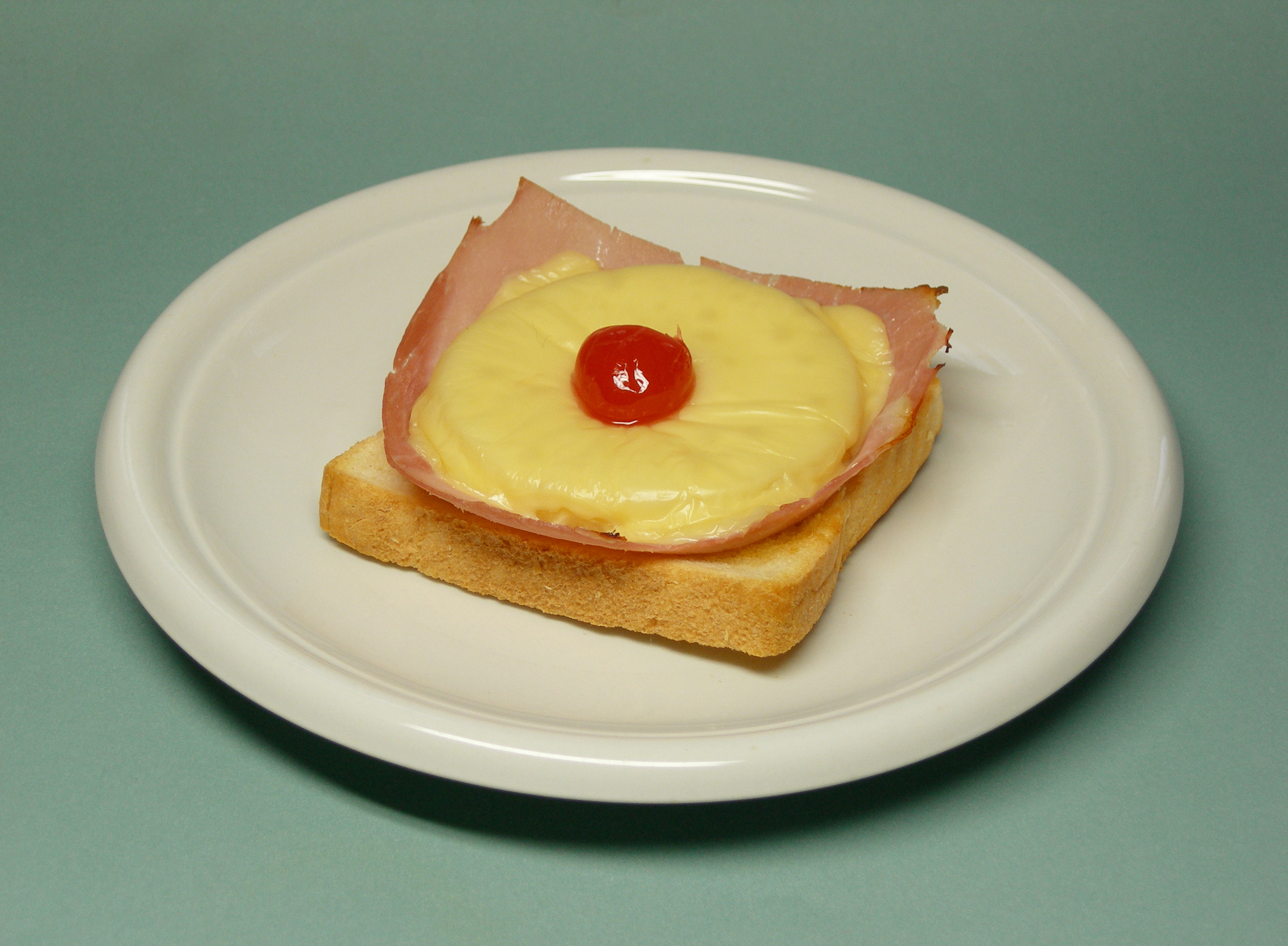
Typischer Party-Snack: Toast Hawaii

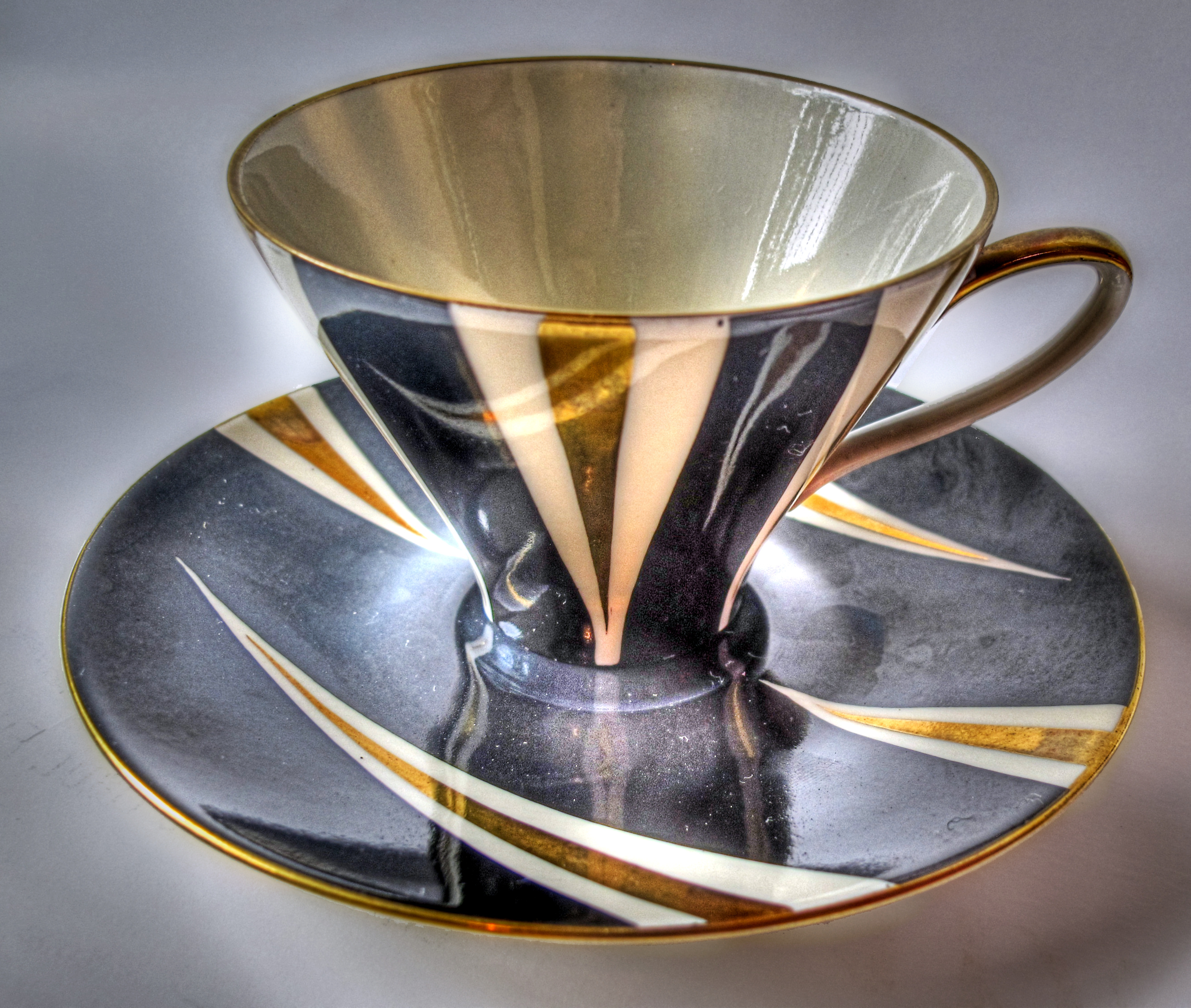
Typische Moccatasse

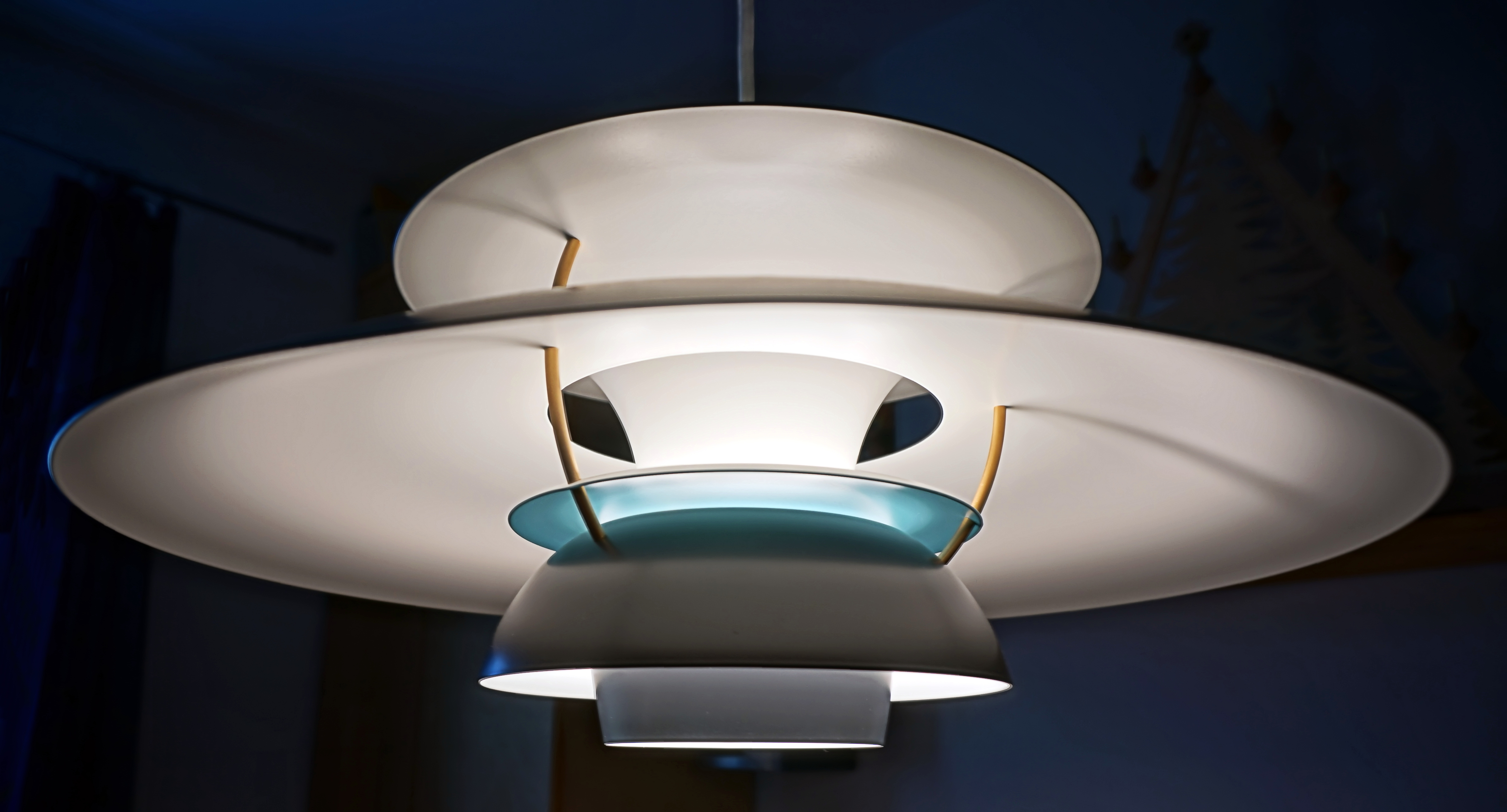
Bis heute produzierte Pendelleuchte PH50 des Designers Poul Henningsen

| - Arabisches Reiterfleisch - Autokino - BMW Isetta - Cocktailsessel - Comics - Citroën DS - Currywurst - Deutsche Bundesbahn - Deutsche Reichsbahn - Epoche 3 (Modelleisenbahn) - Europazug - Goggomobil - Gummibaum - Haartolle - Halbstarker - Heckflossen - Die Hesselbachs - Hör mal ’n beten to - Hula Hoop - Ischler Törtchen | - Jukebox - Lloyd - Maiglöckchenduft - Milchbar - Motorroller - Neo-Dada - New York School - Nierentisch - Petticoat - Pilzkiosk - Restaurationsbrot - Rock ’n’ Roll - Schlager - Straßenkreuzer - Toast Hawaii - Tulpenlampe - Tütenlampe - Wunder von Bern - Zündapp Janus |

#### Beiträge aus Europa
| - Agatha Christie: 16 Uhr 50 ab Paddington - Bertolt Brecht: Die Geschäfte des Herrn Julius Caesar - Günter Grass: Die Blechtrommel - Heinrich Böll: Das Brot der frühen Jahre - Heinrich Böll: Wanderer, kommst du nach Sparta - Martin Walser: Ehen in Philippsburg - Max Frisch: Homo faber | - Eugène Ionesco: Die kahle Sängerin - Friedrich Dürrenmatt: Der Besuch der alten Dame - Giuseppe Tomasi di Lampedusa: Der Leopard - Ian Fleming: Casino Royale - Jean-Paul Sartre: Der Teufel und der liebe Gott - Uwe Johnson: Mutmassungen über Jakob - Vladimir Nabokov: Lolita |

#### Beiträge außerhalb Europas
- J.D. Salinger: Der Fänger im Roggen
- Jack Kerouac: Unterwegs
- John Steinbeck: Jenseits von Eden
- Ernest Hemingway: Der alte Mann und das Meer
- Ray Bradbury: Fahrenheit 451

#### Kinder- und Jugendliteratur
- René Goscinny Albert Uderzo: Asterix
- Roger Duvoisin: Der glückliche Löwe

### Architektur
- Pforzheim
- Eisenhüttenstadt
- Egon Eiermann
- Charles Eames
- Nachkriegsmoderne
- Interbau

### Fernsehen
- Aktuelle Kamera
- ARD
- ARD-Fernsehlotterie
- Der Internationale Frühschoppen
- Deutscher Fernsehfunk
- Familie Schölermann
- Fury
- So weit die Füße tragen
- Tagesschau
- Tick-Tack-Quiz
- Was bin ich?

### Film

#### Relevante Strömungen
- Monumentalfilm
- Western
- Sandalenfilm
- Heimatfilm
- Film noir
- Nouvelle Vague

#### Einzelbeiträge international
| - Rio Grande - Zwölf Uhr mittags - Rio Bravo - African Queen - Vera Cruz | - Der Fremde im Zug - Das Fenster zum Hof - Vertigo – Aus dem Reich der Toten - Der unsichtbare Dritte - Fahrstuhl zum Schafott | - Boulevard der Dämmerung - Quo vadis? - An einem Tag wie jeder andere - Hiroshima, mon amour - Sie küßten und sie schlugen ihn | - Manche mögen’s heiß - Bettgeflüster - … denn sie wissen nicht, was sie tun - Giganten - Jailhouse Rock – Rhythmus hinter Gittern |

#### Einzelbeiträge national
- Der Frosch mit der Maske
- Das kalte Herz
- Der Untertan
- Rosen für den Staatsanwalt
- Schwarzwaldmädel
- Grün ist die Heide
- Die Zürcher Verlobung
- Die Geschichte vom kleinen Muck
- Hunde, wollt ihr ewig leben
- Buddenbrooks
- Berlin – Ecke Schönhauser…

#### Oscar-Gewinner
- 1950: Der Mann, der herrschen wollte
- 1951: Alles über Eva
- 1952: Ein Amerikaner in Paris
- 1953: Die größte Schau der Welt
- 1954: Verdammt in alle Ewigkeit
- 1955: Die Faust im Nacken
- 1956: Marty
- 1957: In 80 Tagen um die Welt
- 1958: Die Brücke am Kwai
- 1959: Gigi

## Persönlichkeiten

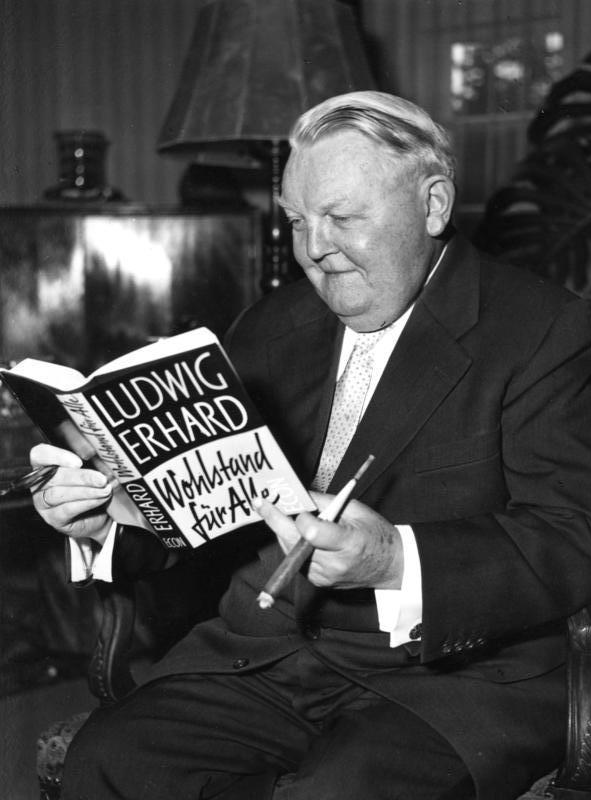
Protagonist des Wirtschaftswunders: Ludwig Erhard

### Politik
- Elisabeth Selbert
- Konrad Adenauer
- Willy Brandt
- Fidel Castro
- Mao Zedong
- Kim Il-sung
- Nikita Chruschtschow
- Dwight D. Eisenhower
- Francisco Franco
- Elisabeth II., Königin von England
- Ludwig Erhard
- Charles de Gaulle
- Theodor Heuss
- Heinrich Lübke
- David Ben-Gurion
- Gamal Abdel Nasser
- Jawaharlal Nehru
- Erich Ollenhauer
- Carlo Schmid
- Kurt Schumacher
- Josef Stalin
- Walter Ulbricht
- Getúlio Vargas

### Literatur

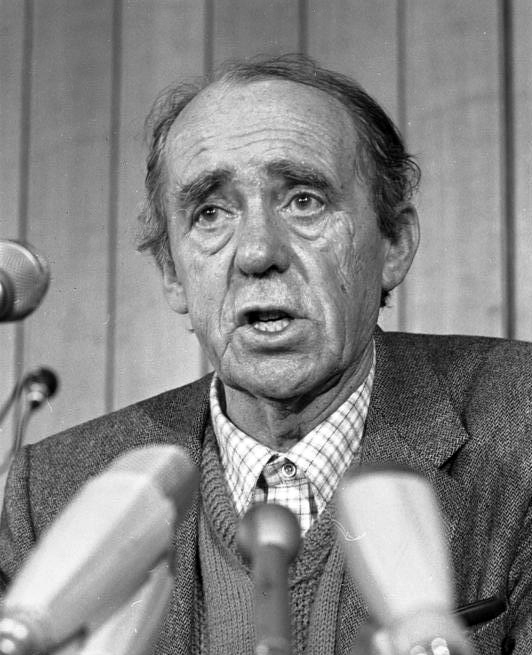
Heinrich Böll

### Design
- Gio Ponti
- Gualtiero Galmanini
- Piero Portaluppi
- Achille Castiglioni
- Pier Giacomo Castiglioni

### Musik
- Bing Crosby
- Chet Atkins
- Chet Baker
- Maria Callas
- Johnny Cash
- Chuck Berry
- Miles Davis
- Bill Haley
- Peter Kraus
- Little Richard
- Roy Orbison
- Charlie Parker
- Buddy Holly
- Carl Perkins
- Elvis Presley
- Jerry Reed
- Frank Sinatra
- Rat Pack

### Film
- Clark Gable
- Humphrey Bogart
- Marlon Brando
- Gary Cooper
- James Dean
- María Félix
- Errol Flynn
- Conny Froboess
- Johannes Heesters
- Audrey Hepburn
- Alfred Hitchcock
- Bob Hope
- Pedro Infante
- Grace Kelly
- Hildegard Knef
- Ruth Leuwerik
- Marilyn Monroe
- Jorge Negrete
- Heinz Rühmann
- Romy Schneider
- John Wayne
- Billy Wilder

### Theater
- Ida Ehre
- Helmuth Gmelin
- Gustaf Gründgens
- Willy Maertens
- Lucy Millowitsch
- Willy Millowitsch

### Gesellschaft
- Coco Chanel
- Eva Perón
- Rosemarie Nitribitt

### Sport
- Täve Schur
- Sepp Herberger
- Pelé
- Garrincha
- Alfredo Di Stéfano
- Helmut Rahn
- Fritz Walter
- Hans Günter Winkler
- Juan Manuel Fangio
- Jake La Motta
- Sugar Ray Robinson